# 김현희
김현희(金賢姬, 1962년 1월 27일 ~ )는 대한항공 858편 폭파 사건, 1987년 11월 29일 일명 'KAL기 폭파 사건'을 일으킨 범죄자이다. 범행 후 사형 판결을 받았지만 사면되었다. 

## 생애
조선민주주의인민공화국 평양시에서 태어나 평양여대 한국어문학이론과 고전문학 대학원을 차석 졸업했고, 공작에 투입되기 전까지 일본인 납북자 다구치 야에코(田口八重子)로 추정되는 리은혜(李恩惠)로부터 개인 집중교육을 받았다. 경찰에 잡히기 직전에 하치야 신이치(일본어: 蜂谷 真一)라는 일본명으로 활동한 공범 김승일(金勝一)과 음독 자살을 도모했지만, 김현희는 자살에 실패한 후 입에 재갈이 물린 채 대한민국으로 압송됐다.
이후 사형 선고를 받았으나, 북한에 대한 정보를 좀더 캐내기 위한 차원에서 사면되었다.
어렸을 적에는 아역으로 《사회주의 조국으로 돌아간 영수와 영옥》에서 영옥의 어린시절 역할을 맡았다.

## 이력
- 외교관인 아버지 김원석(金元錫)과 교사인 어머니 임명식(林名植) 사이에서 태어났고, 태어난지 얼마 안 지나서 아버지의 부임지인 쿠바로 갔다가 4살 때 평양으로 돌아갔다. 여동생 김현옥(金賢玉, 남편은 심장마비로 사망), 남동생 김현수(金賢洙)와 김범수(金範洙, 15세 때 피부암으로 사망)가 있다고 알려져 있다.
- 1972년 남북조절위 대표로 평양을 방문한 이동복 전 국회의원과 화동으로 꽃다발을 전달한 김현희, 그리고 이 장면을 촬영한 전 일본공산당 기관지 신문 아카하타 평양특파원 하기와라 료가 39년 만인 2011년 7월 12일 서울에서 다시 만났다.[1][2]
- 1987년 11월 29일 하치야 마유미(일본어: 蜂谷 真由美)라는 일본명으로 가장하여, 대한항공 858편의 폭파 범행(수사결과)
- 1989년 2월 3일 검찰(서울지검)에 의해 살인, 항공기폭파치사, 국가보안법 위반 혐의로 불구속 기소.
- 1990년 3월 27일 대법원, 김현희 사형 확정 판결.
- 1990년 4월 12일 노태우 대통령 특별 사면
- 후에 외교관인 친아버지를 포함한 가족이 강제수용소에 수용된 것을 알게 됨.
- 1991년 6월 2일 수기집 〈이제 여자가 되고 싶어요〉발간.
- 1997년 12월 28일 사면 이후 자신을 경호했던 전직 안기부 직원과 결혼.
- 현재 정부의 특별 경호속에 대한민국 내 모처에서 거주.
- 2009년 2월 조갑제닷컴의 조갑제대표와 인터뷰를 했다.[3][4]
- 2009년 3월에 방송인터뷰를 했다.
- 2010년 일본정부의 초청으로 7월 20일부터 4일 간 일본을 방문해 일본인납북자 가족을 만났다. 이때 대한민국 정부의 돈으로 시간당 천만원에 가까운 호화 도쿄 헬기 관광을 해서 논란이 되기도 했다.
- 2013년 1월 15일 MBC ‘마유미의 삶, 김현희의 고백'에 출연해 2003년 11월 방송된 ‘PD수첩-16년간의 의혹, KAL기 폭파범 김현희의 진실’ 편에 대해 왜곡보도라고 강력하게 비판했다. 당시 ‘PD수첩’은 KAL기 유족 취재를 통해 ‘김현희가 진범이 아닐 수도 있다’는 의혹을 제기했다.

## 관련 작품
- 1990년 《마유미》 - 당시 김현희의 역할은 배우 김서라가 맡았다. 김서라는 KAL기 폭파 당시의 김현희와 신체 사이즈 및 혈액형은 물론, 생일까지 같았다[5].
- 2010년 《大韓航空機爆破23年目の真実〜独占金賢姫11時間の告白＆完全再現ドラマ・私はこうして女テロリストになった…」》, 일본 TBS - 배역 : 정한비

## 논란
KAL기 폭파 유가족 등이 지속적으로 토론을 요청하지만 무시한 채 모처의 보호를 받고 있다고 통일뉴스가 보도했다. 심지어 재심 청구를 하라고 해도 무시했다. 현재 대구 모처에 기거하며 지방 경찰청의 경호를 24시간 받고 있다고 한다.

## 같이 보기
- 김정일정치군사대학(구명칭: 금성정치군사대학) - 공작원 훈련교육기관
- 인민무력부 정찰총국

## 저서
- 《이제 여자가 되고 싶어요》 전2권
- 《사랑을 느낄때면 눈물을 흘립니다》